# Plaatsparameter
In de kansrekening en de statistiek, is een plaatsparameter, soms ook locatieparameter of verschuivingsparameter genoemd, een type parameter die voorkomt in een parameterfamilie van kansverdelingen en daarin de verdelingen onderling verbindt door verschuiving over een afstand ter grootte van de parameter.

## Definitie
In een familie van kansdichtheden van de vorm:
{\displaystyle f_{\mu }(x)=f(x-\mu )},
met f een kansdichtheid, is μ een plaatsparameter.
De leden van de familie zijn verbonden door een verschuiving over een afstand μ van de dichtheid f.
Wanneer men de functie tekent, bepaalt de plaatsparameter waar de curve zich ten opzichte van de oorsprong zal bevinden. Is μ positief, dan wordt de curve naar rechts verschoven, is μ negatief, dan is deze naar links verschoven.

## Voorbeelden
De normale verdeling N(μ,σ2) heeft twee parameters: een plaatsparameter μ en een schaalparameter σ. De parameter μ is de verwachtingswaarde van de verdeling en geeft de plaats aan van de top van de grafiek van de kansdichtheid.